# Dieta di Cremona
La Dieta di Cremona è la riunione convocata per la Pasqua del 1226 nella città di Cremona, su iniziativa dell'imperatore Federico II di Svevia il 30 luglio del 1225. L'ordine del giorno è la restaurazione dei diritti imperiali nella Lombardia, la preparazione della crociata e la repressione dell'eresia. Alla riunione vengono convocate tutte le città libere della Lombardia e quelle a lui più fedeli. Dopo aver rimesso pace nei territori della Germania e in Sicilia, l'imperatore incoronato tale nel 1220 voleva mettere fine alla ribellione per la ricerca di indipendenza di alcune città italiane.

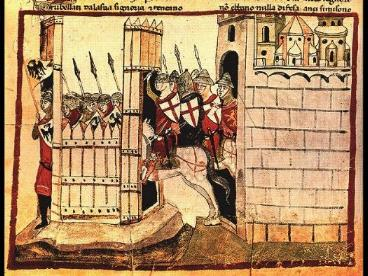
La cavalleria parmigiana esce dalle mura per attaccare l'accampamento di Federico II il 18 febbraio 1248 (battaglia)

L'Imperatore non aveva i mezzi e tempo per poter creare in Italia un efficace sistema di poteri pubblici riorganizzati e non era riuscito nemmeno a mettere timore alle città lombarde, anche se spesso intimate sotto le minacce di quello che era successo in Sicilia alle città che si erano ribellate. 
Questo comportamento fece riunire i liberi comuni nella Lega Lombarda nel marzo del 1226 a Mantova, che venne conosciuta come la seconda lega lombarda. Lo scontro tra le città libere e l'Imperatore andò avanti alcuni anni con diversi scontri. L'imperatore venne sconfitto prima nella battaglia di Parma, nel 1248, poi a Fossalta nel 1249. Il conflitto terminò con la morte di quest'ultimo nel 1250.